# Josef Hrabal (atlet)
Josef Hrabal (* 18. října 1958) je bývalý československý atletický reprezentant, bývalý československý rekordman a několikanásobný mistr Československa ve skoku do výšky.

## Život a sportovní kariéra
Josef Hrabal s atletikou začínal v Šumperku. V roce 1977 se zúčastnil juniorského atletického mistrovství Evropy, kde obsadil ve skoku do výšky sedmé místo. Téměř na konci sezóny, dne 25. září 1977, při posledním kole celostátní atletické ligy v Praze, skočil 220 cm. Následujícího roku se stal mistrem Československa ve skoku do výšky v hale i na dráze. Na základě dobrých výkonů byl nominován na Mistrovství Evropy v atletice 1978 v Praze, kde se probojoval do finále a výkonem 218 cm obsadil osmé místo. Dne 8. října 1978 na závodech v Mnichově skočil 223 cm a poprvé tak překonal československý rekord ve skoku do výšky.
Roku 1979 při mezistátním utkání Československo – Rakousko – Maďarsko – Rumunsko v Banské Bystrici Josef Hrabal skočil 220 cm, což byl jeho nejlepší výkon toho roku. Výrazné zlepšení přinesl následující rok. Dne 6. září 1980 rámci mezistátního utkání Československo – Švýcarsko – Jugoslávie Josef Hrabal překonal československý rekord ve skoku do výšky pod širým nebem výkonem 225 cm. Dne 10. ledna 1981 na halových závodech v Praze překonal halový československý rekord ve skoku výšky výkonem 228 cm. Na Halové mistrovství Evropy v atletice 1981 nebyl nominován kvůli zranění.
Na Mistrovství Československa v atletice 1982 v Praze zvítězil výkonem 226 cm, což byl nový československý rekord ve skoku do výšky na otevřeném hřišti. Mistrovství Evropy v atletice 1982 v Aténách mu přineslo desáté místo ve finále (215 cm). Roku 1984 Josef Hrabal nejprve v hale v Budapešti překonal výšku 227 cm, a potom se znovu stal halovým mistrem Československa ve skoku do výšky, když na mistrovství v Jablonci nad Nisou skočil 223 cm. V dalších letech sportovní kariéry se už výrazněji nepřiblížil ke svému osobnímu rekordu 228 cm z roku 1981.

## Výkonnostní vývoj
Josef Hrabal měl nejlepší výkonnost ve skoku do výšky v letech 1980 až 1984. Jeho osobní rekordy jsou z let 1981 (228 cm – v hale) a 1982 (226 cm – pod širým nebem).
| Rok   | 1977   | 1978   | 1979   | 1980   | 1981   | 1982   | 1983   | 1984   |
| Výkon | 220 cm | 223 cm | 220 cm | 225 cm | 228 cm | 226 cm | 225 cm | 227 cm |

## Shrnutí
Josef Hrabal získal celkem čtyřikrát titul mistra Československa ve skoku do výšky, z toho dvakrát v hale a dvakrát na otevřeném hřišti. Čtyřikrát překonal československý rekord ve skoku do výšky (z toho jeden halový rekord). Reprezentoval Československo celkem 15× v mezistátních utkáních, z toho 1× to byl Evropský pohár v atletice družstev. Startoval na Mistrovství Evropy v atletice 1978, na Mistrovství Evropy v atletice 1982 a na Halovém mistrovství Evropy v atletice 1978.